# Јесеновик
Јесеновик (итал. Iessenovizza ou Santa Maria del Lago) су насељено место у саставу општине Кршан у Истарској жупанији, Хрватска. До територијалне реорганизације у Хрватској налазио су се у саставу старе општине Лабин.

## Географија
Јесеновик је распршено насеље је смештено северон од средишта општине Кршан на западним падинама Учке односно североисточном рубу Чепћког поља. Налази се путу Шушњевица—Кожљак и обухвата више заселака.
Топоним Јасеновик у прошлости се јављао у различитим иначицама (Јесеновица, Јесеновић, Iessenovizza, Iessenovo).
Становништво се бави пољопривредом (виноградарство, повврће и жито) и сточарством (говеда, свиње, овце).

## Историја
Многобројни археолошки налази говоре о настањености овог подручја истарско-либунијским становништвом. У средњем веку припадало је кожљачкој господи. У XV–XVI веку насељено је влашким сточарским становништвом, које је са собом донело романски језик (истро-романски језик). Страдало је у Ускочком рату почетком XVII века, а затим поново насељено.

## Становништво
Према последњем попису становништва из 2011. године у насељу Вељаки живело је 57 становника.
| година пописа  | 1857 | 1869 | 1880 | 1890 | 1900 | 1910 | 1921 | 1931 | 1948 | 1953 | 1961 | 1971 | 1981 | 1991 | 2001 | 2011 |
| бр. становника | 245  | 242  | 271  | 280  | 277  | 280  | 250  | 237  | 227  | 217  | 155  | 106  | 92   | 80   | 59   | 57   |

Напомена:У 1857. исказано као Јесеновица, а у 1869. 1880. пд именом Јесеновић.